# Charles Albanel
Charles Albanel (París, 1616-Sault Ste. Marie, 11 de enero de 1696) fue un misionero y sacerdote jesuita francés que exploró en Canadá.
En 1649 llegó a América del Norte, a Tadoussac, antes de que la Compañía de la Bahía de Hudson iniciase sus operaciones. Era el líder de una partida de franceses que reclamó para Francia los territorios desde el río Saguenay, el lago Mistassini y el río Rupert hasta la bahía de Hudson. Pudo haber sido el primer europeo en llegar a la bahía de Hudson desde el río San Lorenzo. 
En 1674, en otro viaje hasta el río Rupert, fue capturado por los ingleses y fue deportado a Inglaterra. En su viaje a Inglaterra indujo a Medard des Groseilliers, que había contribuido a fundar la Compañía de la Bahía de Hudson en 1670, para que le permitiese volver al servicio de Francia. Después de regresar a Canadá en 1688, sirvió en misiones en el oeste de Canadá y murió en Sault Ste. Marie en 1696.

## Legado
El lago Albanel, un lago de Quebec de 445 km² que corre paralelo y al este del lago Mistassini, lleva su nombre. La rosa Charles Albanel, desarrollada por «Agriculture and Agri-Food Canada», fue nombrada en su honor.